# ماكس ألان كولينز
ماكس ألان كولينز (بالإنجليزية: Max Allan Collins) (و. 1948  م) هو كاتب سيناريو، وروائي، وكاتب أمريكي، ولد في موسكاتاين.

## التعليم
تعلم في جامعة آيوا.

## أعماله
نشر الكاتب الأمريكي ماكس ألان كولينز ثلاث روايات مرتبطة مباشرة بمسلسل ملاك الظلام.
- «قبل الفجر» ("Before the Dawn"). عام 2002 عن دار النشر Fleuve éditions (يطور ماضي ماكس جيفارا قبل المسلسل.)
- «الخائن» ("Skin Game")، عام 2003 عن دار النشر Fleuve éditions (استمرار مباشر للحلقة الاخيرة من المسلسل)
- «بعد الظلام» ("After the Dark")، عام 2003 عن دار النشر Fleuve éditions (استمرار الرواية السابقة).

## جوائز
حصل على جوائز منها:
- جائزة إنكبوت.

## وصلات خارجية
- ماكس ألان كولينز على موقع IMDb (الإنجليزية)
- ماكس ألان كولينز على موقع قاعدة بيانات الفيلم (الإنجليزية)
- ماكس ألان كولينز في قاعدة بيانات الأفلام على الإنترنت